# Notylia lyrata
Notylia lyrata är en orkidéart som beskrevs av Spencer Le Marchant Moore. Notylia lyrata ingår i släktet Notylia och familjen orkidéer. Inga underarter finns listade i Catalogue of Life.